# پدربورن (ایلینوی)
پدربورن (به انگلیسی: Paderborn) یک منطقهٔ مسکونی در ایالات متحده آمریکا است که در شهرستان سنت کلیر، ایلینوی واقع شده‌است. پدربورن ۴۳ نفر جمعیت دارد و ۱۵۰٫۸۸ متر بالاتر از سطح دریا واقع شده‌است.